# Перо (фильм)
«Перо» (итал. Piuma) — итальянский драматический фильм, снятый Роаном Джонсоном. Мировая премьера ленты состоялась 5 сентября 2016 года на Венецианском кинофестивале.

## Сюжет
Фильм рассказывает о влюбленных Кейт и Ферро, жизнь которых кардинально меняется с неожиданной беременностью Кейт.

## В ролях
- Блу Ди Мартино — Кейт
- Луиджи Фидель — Ферро
- Микела Ческон — Карла Пардини
- Серджо Пьераттини — Франко Пардини

## Признание
| 2016 | Венецианский кинофестиваль | «Золотой лев» за лучший фильм | «Перо» |